# Ozoir-la-Ferrière
Ozoir-la-Ferrière ist eine französische Gemeinde mit 20.969 Einwohnern (Stand 1. Januar 2022) im Département Seine-et-Marne in der Region Île-de-France. Sie gehört zum Arrondissement Torcy und zum Kanton Ozoir-la-Ferrière. Die Einwohner werden Ozoiriens oder Ozophoriciens genannt.

## Bevölkerungsentwicklung
| Jahr      | 1962  | 1968  | 1975   | 1982   | 1990   | 1999   | 2006   | 2011   |
| Einwohner | 3.026 | 4.739 | 11.778 | 13.719 | 19.031 | 20.707 | 20.152 | 20.123 |

## Geschichte
Während der französischen Revolution trug der Ort den Namen Ozoir-la-Raison. Die Marke von 1000 Einwohnern überschritt der Ort erst, nachdem das RER-Netz auch Ozoir Anfang des 20. Jahrhunderts erreicht hatte, Ende der 1920er Jahre.

## Verkehr
Ozoir-la-Ferrière wird von der RER E bedient. Die Gemeinde liegt an der Bahnstrecke Paris–Mulhouse. Die Route nationale 4 durchquert Ozoir-la-Ferrière von Paris kommend nach Nancy.

## Gemeindepartnerschaften
- Swords, Irland, seit 1991
- Esposende, Portugal, seit 1997

## Sehenswürdigkeiten
Siehe auch: Liste der Monuments historiques in Ozoir-la-Ferrière
- Kirche Saint-Pierre-Saint-Paul
- Château de la Doutre
- Château des Agneaux

## Persönlichkeiten
- Mano Solo (1963–2010), Sänger und bildender Künstler
- Roger Nicolas (1919–1977), Comedian
- Michel Jazy (1936–2024), französisch-polnischer Leichtathlet (Mittelstrecke, 800 m – 5000 m), Silbermedaillengewinner (Olympische Spiele Rom, 1960)
- Thierry Frémont (* 1962), Schauspieler
- Xavier de Rosnay (* 1982), Musiker
- Jean Joseph Ange d’Hautpoul (1754–1807), General der Kavallerie